# Домингес, Бенхамин
Бенхами́н Доми́нгес (исп. Benjamín Domínguez; род. 19 сентября 2003, Ла-Плата) — аргентинский футболист, нападающий итальянского клуба «Болонья».

## Клубная карьера
Домингес — воспитанник клуба «Химансия Ла-Плата». 23 ноября 2021 года в матче против «Тальерес» он дебютировал в аргентинской Примере. 4 сентября 2022 года в поединке против «Индепендьенте» Бенхамин забил свой первый гол за «Химансию».

## Достижения
«Болонья»
- Обладатель Кубка Италии: 2024/25